# Diodogorgia capensis
Diodogorgia capensis is een zachte koraalsoort uit de familie Anthothelidae. De koraalsoort komt uit het geslacht Diodogorgia. Diodogorgia capensis werd in 1911 voor het eerst wetenschappelijk beschreven door Thomson. 